# فاطمة المحب
فاطمة إبراهيم قاسم المُحب (وُلدت في عام 1937 في القُدس – تُوفيت في 30 يونيو 2006) هي فنانة تشكيلية فلسطينية.

## التحصيل العلمي والحياة العملية
حصلت المُحب على منحة دراسية لدراسة الفنون بالمعهد العالي للفنون الجميلة بجامعة إبراهيم باشا (جامعة عين شمس حاليًا) في القاهرة وتخرجت عام 1942. أكملت دراستها في الولايات المتحدة وتخرجت بدرجة الدبلوم عام 1947.
عملت المُحب بعد تخرجها في وزارة السياحة الأردنية ترقت فيها إلى رئيس قسم، ولاحقًا انتقلت للعمل مديرة فنية في مديرية تربية وتعليم لواء القدس.

## المُحب في الفن
ظهرت صورتها على غلاف مجلات مصرية وسويسرية سياحية، وفي أفلام إيطالية وأمريكية سياحية حول كنيسة المهد. نافست مع نحو 3,500 فنان في مسابقة السجين السياسي المجهول في لندن وفازت بالمرتبة الأولى في المسابقة. عرض تمثال لها في متحف تيت مودرن في لندن. لها قصيدتان شعريتان.
لها عدة لوحات فنية أبرزها لوحة السجين السياسي، ولوحة قائد القافلة وأخرى. كانت تُعلق لوحاتها في المؤسسات العامة مثل مطار القدس الدولي.